# Fallopia sachalinensis
Fallopia sachalinensis là một loài thực vật có hoa trong họ Rau răm. Loài này được (F.Schmidt) Ronse Decr. mô tả khoa học đầu tiên năm 1988.